# Mauna reprobata
Mauna reprobata är en fjärilsart som beskrevs av Louis Beethoven Prout 1938. Mauna reprobata ingår i släktet Mauna och familjen mätare. Inga underarter finns listade i Catalogue of Life.